# چهره‌های عشق
چهره‌های عشق (به انگلیسی: Faces of Love) دومین آلبوم چندآهنگه سوزی خواننده کره جنوبی است. این آلبوم توسط کمپانی جی‌وای‌پی منتشر و توسط IRIVER در تاریخ ۲۹ ژانویه ۲۰۱۸ توزیع شد. این آلبوم شامل هفت ترک اصلی از جمله ترک «تعطیلات» است.

## پیش زمینه و انتشار
در تاریخ ۲ ژانویه، کمپانی جی‌وای‌پی اعلام کرد که سوزی در تاریخ ۱ ژانویه برای فیلمبرداری از دومین مینی آلبوم خود به لس آنجلس رفته‌است. در ۴ ژانویه، کمپانی جی‌وای‌پی اعلام کرد که این هنرمند دومین مینی آلبوم انفرادی خود را در تاریخ ۲۹ ژانویه منتشر می‌کند و در ۲۲ ژانویه یک تک‌آهنگ پیش از انتشار را منتشر خواهد کرد. در ۱۶ ژانویه، یک ویدیویی از آلبوم «چهره‌های عشق» منتشر شد که مفاهیم متفاوتی را از ترانه‌های خود نشان می‌داد. عنوان تک‌آهنگ‌های آلبوم در همان روز همراه با تاریخ پیش از انتشار تک‌آهنگ «من عاشق شخص دیگری هستم» رونمایی شد. در ۱۷ ژانویه، تیزری از تک‌آهنگ «من عاشق شخص دیگری هستم» منتشر شد. در تاریخ ۱۸ ژانویه، تیزر عکس‌هایی از سوزی برای تک‌آهنگ «من عاشق شخص دیگری هستم» منتشر شد. در ۱۹ ژانویه، تیزر عکس‌هایی برای تک‌آهنگ «تعطیلات» منتشر شد. در تاریخ ۲۰ ژانویه، تیزر عکس‌هایی برای آهنگ «نیمه شب» منتشر شد. در ۲۱ ژانویه، تیزر عکس‌هایی برای آهنگ «هوشیار» و تیزر عکس‌هایی اضافی برای «نیمه شب» منتشر شد. در ۲۲ ژانویه، «من عاشق شخص دیگری هستم» همراه با یک موزیک ویدیو و یک ویدیوی زنده منتشر شد. یک عکس لیریک و یک کاور آهنگ نیز منتشر شد. در همان روز، تیزر عکس‌هایی اضافی «هوشیار» منتشر شد. در ۲۴ ژانویه، اولین تیزر از تک‌آهنگ «تعطیلات» منتشر شد. در همان روز، عکس‌های دیگری از «من عاشق شخص دیگری هستم» منتشر شد. در تاریخ ۲۵ ژانویه، دومین تیزر «تعطیلات» به همراه تیزر عکس‌هایی منتشر شد. در تاریخ ۲۶ ژانویه، سومین تیزر «تعطیلات» منتشر شد. در همان روز، اولین پوستر مینی آلبوم چهره‌های عشق همراه با تیزرهای عکس دیگری از «تعطیلات» منتشر شد. در تاریخ ۲۸ ژانویه، ویدیوی اسپویلر آلبوم و سایر تیزرهای عکس مینی آلبوم منتشر شد. در تاریخ ۲۹ ژانویه، مینی آلبوم همراه با تک‌آهنگ «تعطیلات» منتشر شد.
در ۱۴ فوریه، سوزی یک موزیک ویدیویی برای تک‌آهنگ خود «هوشیار» منتشر کرد.

## تبلیغ
در ۲۹ ژانویه، سوزی یک کنفرانس مطبوعاتی برگزار کرد که در آن در مورد دومین آلبوم خود با عنوان «چهره‌های عشق» صحبت کرد و برخی از قطعات را اجرا کرد. سوزی اجرای «تعطیلات» و «هوشیار» را در برنامه‌های موسیقی کره جنوبی از ۲ فوریه آغاز کرد.

## لیست ترک
| شماره      | نام                                                      | سراینده                        | آهنگساز                                 | تنظیم                   | مدت   |
| ---------- | -------------------------------------------------------- | ------------------------------ | --------------------------------------- | ----------------------- | ----- |
| ۱.         | «من عاشق شخص دیگری هستم» (I'm in Love with Someone Else) | آرمادیلو                       | آرمادیلو                                | کوان یونگ چان           | ۳:۵۰  |
| ۲.         | «تعطیلات» (Holiday (با همکاری دی‌پی‌آر لایو))              | جین ری (Full8loom) دی‌پی‌آر لایو | گلوری فیس (Full8loom) جین ری(Full8loom) | گلوری فیس (Full8loom)   | ۳:۱۲  |
| ۳.         | «هوشیار» (SObeR)                                         | سوزی                           | آندریو چوی EJAE آرون کیم ایساک هان      | آرون کیم ایساک هان EJAE | ۳:۰۸  |
| ۴.         | «بد ایکس» (BAD X)                                        | سوزی                           | سوزی شیم ایون جی                        | شیم ایون جی             | ۳:۲۲  |
| ۵.         | «نیمه شب» (Midnight)                                     | نایت اسکای                     | نایت اسکای                              | نایت اسکای              | ۴:۱۵  |
| ۶.         | «قلب دست و پا چلفتی» (Clumsy Heart (تولید جونگ کی))      | جونگ کی                        | جونگ کی                                 | جونگ کی هامبرت          | ۳:۲۳  |
| ۷.         | «بی خوابی» (Sleeplessness)                               | سوزی                           | لوکوموتیو                               | لوکوموتیو جون جی هان    | ۳:۲۵  |
| مجموع مدت: | مجموع مدت:                                               | مجموع مدت:                     | مجموع مدت:                              | مجموع مدت:              | ۲۴:۳۵ |

## نمودارها
| نمودار (۲۰۱۸)                         | اوج نمودارها |
| ------------------------------------- | ------------ |
| نمودار آلبوم هفتگی کره جنوبی (گائون)  | ۶            |
| نمودار آلبوم ماهانه کره جنوبی (گائون) | ۳۰           |

## فروش
| نمودار            | تعداد   |
| ----------------- | ------- |
| کره جنوبی (گائون) | ۱۰٬۲۶۹+ |